# Simple Minds
Simple Minds is een Schotse newwavegroep opgericht door Jim Kerr en Charlie Burchill. In de jaren 80 van de 20e eeuw vierde de band zijn hoogtijdagen. De band heeft vooral bekendheid vergaard door het nummer Don't You (Forget About Me) dat als titelsong voor de film The Breakfast Club werd gebruikt en wereldwijd een nummer-1-hit was (1985).

## Geschiedenis
De groep Simple Minds werd in 1977, aanvankelijk onder de naam Johnnie & the Self-Abusers, opgericht door Charlie Burchill, Jim Kerr, Brian McGee en Tony Donald. Hun vroege muziek, met o.a. invloeden van David Bowie en Magazine, vond erkenning binnen de newwavestroming. De eerste singles werden echter geen succes. De groep schoof op in de richting van de commerciële popmuziek.
Inmiddels versterkt met Mel Gaynor als drummer bracht de groep vanaf 1982 gemakkelijker in het gehoor liggende albums uit. Deze albums leverden de groep een paar kleine hitjes op, waarvan Promised You a Miracle ook in Nederland een hit werd. Hun grote doorbraak kwam met het nummer Don't you (Forget about me) uit 1985. Met dit nummer had de groep in veel landen een nummer 1-hit, waaronder Nederland. Dit nummer werd geschreven als soundtrack voor de Amerikaanse film The Breakfast Club. Het nummer werd ook een nummer 1-hit in de Verenigde Staten, tot op heden de enige grote hit die de band daar had.
Kort na deze grote hit stapte bassist Derek Forbes uit de band. Andere top 10-hits uit die tijd zijn Alive and Kicking, Sanctify Yourself en All The Things She Said. In 1988 organiseerde de band samen met Jerry Dammers van The Specials het Nelson Mandela 70th Birthday Tribute Concert in het Londense Wembley Stadion. Voor deze gelegenheid werd het nummer Mandela Day uitgebracht dat eveneens een hit werd. Eind jaren tachtig had de groep een tweede nummer 1-hit in Nederland met het nummer Belfast Child (1989). In 1983 gaf Jim Kerr samen met de rockgroep U2 een optreden op het Belgische muziekfestival Rock Werchter.
Na de jaren tachtig werd het rustiger rond Simple Minds. Dat kwam onder meer doordat toetsenist Michael MacNeil de band had verlaten. De band had nog hits met Let There Be love (1991, Real Life) en She's a River (1995, Good News From The Next World). Nadat Virgin het vertrouwen in Simple Minds had opgezegd, bracht de band in 1998 het album Neapolis uit, waarbij werd getracht terug te gaan naar de roots, zoals men die op New Gold Dream had kunnen horen. Voor dit album werd bassist Derek Forbes teruggevraagd, omdat ze de vaardigheden nodig hadden van de originele bassist. Forbes had echter geen interesse wederom als vast bandlid aan te treden.

### 2002-2008: Cry en Black & White 050505
In 2002 keerde de band terug met onder andere hun vaste drummer Mel Gaynor (1982-1991) met het fris klinkende album Cry. Kerr maakte in 2004 ook het nummer Cynical Heart met het tranceduo Jam & Spoon. In het voorjaar van 2005 werkte Simple Minds in de Wisseloord Studio's aan een opvolger van dit album. De cd Black & White 050505 verscheen op 12 september. 'Home' was de eerste single. In september 2005 was Simple Minds voor een promotie-optreden in Paradiso te Amsterdam. In 2006 toerde Simple Minds door Europa en werden ook Australië en Nieuw-Zeeland aangedaan.
Sinds 2002 bestaat Simple Minds uit:
Jim Kerr: zang (1978-heden), Charlie Burchill: gitaar (1978-heden), Mel Gaynor: drums (1982-1991; 1997-1998; 2002-2017), Ged Grimes: basgitaar (2010-heden) en Andy Gillespie: toetsen (2002-2005; 2007-2017)

### 2009-2011: Graffiti Soul
Op 25 mei 2009 kwam het 15e studioalbum Graffiti Soul uit, met een deluxe-editie. Het nieuwe album betekende ook een nieuwe wereldtournee. Het eerste nummer van het album dat werd uitgebracht is Rockets. Op 15 augustus 2009 waren Simple Minds de afsluitende act van het festival Pinkpop Classic in Landgraaf. In 2010 bracht Jim Kerr zijn eerste soloalbum uit. Onder de naam 'lostboyAKA' maakte hij een album dat dezelfde titel droeg.

### 2012: X5
In februari 2012 verscheen de verzamelbox X5 met de eerste vijf albums volledig geremasterd en met het nodige bonusmateriaal. In de eerste maanden van 2012 volgde de 'intieme' tournee "5X5 Live". Van de eerste vijf albums werden elk vijf nummers live ten gehore gebracht. Van verschillende optredens dat jaar werd een live cd uitgebracht; 5x5 live. In het voorjaar ging de band weer de studio in om te werken aan de opvolger van Graffiti Soul. Eind juni trok Simple Minds er weer op uit om over de hele wereld op te treden. Daarbij deden zij op 30 juni ook het Belgische pop- en rockfestival Rock Werchter aan.

### 2013-2014: Celebrate
In 2013 bracht Simple Minds een verzamelalbum genaamd Celebrate uit. Op dit album stond een nieuw nummer: Broken glass park. In dat jaar begon de band aan een grote tournee onder de naam Celebrate Greatest Hits. De tournee werd afgetrapt in Amsterdam en in juni en juli 2014 werden in Nederland de festivals Retropop en Bospop aangedaan. De tournee eindigde op 12 september 2014 in Durham, Engeland. Tijdens deze tournee werd de show in Glasgow gefilmd. In mei 2014 verscheen de dvd/blu-ray hiervan. Ook verscheen er een live cd van het optreden in Glasgow.

### 2014-2015: Big Music
Eind oktober 2014 kwam Simple Minds met een nieuw album, Big Music. De eerste single, Honest Town, werd in september al gepresenteerd. Ook kondigde de band aan in 2015, vanwege het nieuwe album, een tournee door Europa en het Verenigd Koninkrijk te gaan maken. Op 23 november 2015 werd de Heineken Music Hall in Amsterdam aangedaan. Deze datum werd bekendgemaakt op 30 oktober 2014, toen Simple Minds de single Honest Town ten gehore bracht in De Wereld Draait Door. Omdat de eerste show al ver van tevoren uitverkocht was, werd er in maart 2015 een tweede show aangekondigd op 24 november 2015.
In 2015 werd het album Sparkle in the Rain opnieuw uitgebracht. In Nederland keerde dit album na ruim dertig jaar weer terug, voor een week, in de Album Top 100.

### 2016-2017: Acoustic
In oktober 2016 kondigde de band een nieuw album aan: Acoustic Op dit album zijn een aantal hits van de band in een akoestisch jasje gestoken. Op het album bevindt zich ook een cover van het nummer "Long Black Train" van Richard Hawley. Het album komt uit op 11 november 2016. Later dit jaar en begin 2017 geven Jim Kerr en Charlie Burchill akoestische optredens tijdens de Night of the Proms concerten door heel Europa. Na deze optredens volgde een tour door Europa en het Verenigd Koninkrijk. Op 14 mei 2017 werd Carré in Amsterdam aangedaan.
Sinds de komst van dit album hebben Mel Gaynor (drummer) en Andy Gillespie (keyboard) de band voor onbepaalde tijd verlaten. Zij zijn vervangen door Sarah Brown (achtergrondzangeres), Gordy Goudie (gitarist), Cherisse Osei (drummer) en Catherine AD (keyboard).
In 2016 werd ook het album New Gold Dream (81/82/83/84) opnieuw uitgebracht. In Nederland keerde ook dit album na ruim dertig jaar weer terug, voor een week, in de Album Top 100.

### 2018: Walk Between Worlds
In november 2017 werd een nieuw studio-album aangekondigd, Walk Between Worlds. Het album kwam op 2 februari 2018 uit en ging gepaard met een korte promotietour. De band deed tijdens deze tour onder meer de Ancienne Belgique in Brussel en Paradiso in Amsterdam aan. Later volgt een uitgebreidere tour door het Verenigd Koninkrijk (samen met Pretenders) en in de zomer van 2018 staat de band op festivals in Europa.
De bandsamenstelling is bij aanvang van dit album nog hetzelfde als bij het vorige album Acoustic. Mel Gaynor en Andy Gillespie hebben de band vanaf nu definitief verlaten.

### 2019: Live in the City of Angels
In oktober 2019 verscheen naar aanleiding van hun 40-jarig bestaan,  het livealbum Live in the City of Angels. Er stond eveneens een grote tournee "40 Years Of Hits" gepland. Door de Coronapandemie werden de meeste concerten van 2020 uitgesteld naar 2022, de tour door Europa eindigde in augustus '22. In april traden Simple Minds op in het Antwerpse Sportpaleis en Ziggo Dome in Amsterdam.

### 2022: Direction of the Heart
In oktober 2022 kwam het album Direction of the Heart uit bij BMG. De meeste nummers van dit album zijn geschreven op Sicilië (waar zowel Jim Kerr als gitarist Charlie Burchill wonen). Omdat de groep niet naar het VK kon reizen vanwege de quarantaineregels door COVID-19, werd het album opgenomen in de Chameleon Studios in Hamburg. De eerste single was Vision Thing.
In 2024 en 2025 gaat de band wereldwijd op tournee. In april 2024 kwamen ze met hun Global Tour 2024 naar het Sportpaleis in Antwerpen en Ziggo Dome. In juli 2025 traden ze op op Rock Werchter en op Bospop.

## Discografie

### Albums
| Album met eventuele hitnotering(en) in de Nederlandse Album Top 100 | Datum van verschijnen | Datum van binnenkomst | Hoogste positie | Aantal weken | Opmerkingen   |
| ------------------------------------------------------------------- | --------------------- | --------------------- | --------------- | ------------ | ------------- |
| Life in a day                                                       | 01-04-1979            | -                     |                 |              |               |
| Real to real cacophony                                              | 01-11-1979            | -                     |                 |              |               |
| Empires and dance                                                   | 01-09-1980            | -                     |                 |              |               |
| Sons and fascination / Sister feelings call                         | 01-09-1981            | -                     |                 |              |               |
| New gold dream (81-82-83-84)                                        | 13-09-1982            | 02-10-1982            | 31              | 36           |               |
| Sparkle in the rain                                                 | 06-02-1984            | 18-02-1984            | 2               | 30           |               |
| Once upon a time                                                    | 21-10-1985            | 02-11-1985            | 1(2wk)          | 48           |               |
| Live in the city of light                                           | 11-05-1987            | 06-06-1987            | 1(1wk)          | 19           | Livealbum     |
| Street fighting years                                               | 08-05-1989            | 13-05-1989            | 1(4wk)          | 26           |               |
| Real life                                                           | 08-04-1991            | 20-04-1991            | 6               | 19           |               |
| Glittering prize 81/92                                              | 12-10-1992            | 24-10-1992            | 7               | 28           | Verzamelalbum |
| Good news from the next world                                       | 30-01-1995            | 11-02-1995            | 5               | 14           |               |
| The promised (Night of the Proms)                                   | 29-09-1997            | 25-10-1997            | 45              | 6            | Verzamelalbum |
| Néapolis                                                            | 16-03-1998            | 28-03-1998            | 22              | 4            |               |
| Neon lights                                                         | 08-10-2001            | -                     |                 |              |               |
| The best of Simple Minds                                            | 02-11-2001            | 01-12-2001            | 11              | 30           | Verzamelalbum |
| Cry                                                                 | 01-04-2002            | 13-04-2002            | 56              | 6            |               |
| Black & white 050505                                                | 11-05-2005            | 17-09-2005            | 25              | 6            |               |
| Graffiti soul                                                       | 22-05-2009            | 30-05-2009            | 29              | 6            |               |
| x5                                                                  | 10-02-2012            | 25-02-2012            | 49              | 1            | Verzamelbox   |
| Celebrate                                                           | 2013                  | 30-03-2013            | 86              | 1            | Verzamelalbum |
| Big Music                                                           | 31-10-2014            | 08-11-2014            | 22              | 3            |               |
| Sparkle In The Rain - Remastered 2015                               | 15-03-2015            | 21-03-2015            | 45              | 1            |               |
| New Gold Dream (81/82/83/84) - Remastered 2016                      | 29-07-2016            | 06-08-2016            | 65              | 1            |               |
| Acoustic                                                            | 11-11-2016            | 19-11-2016            | 27              | 3            |               |
| Walk Between Worlds                                                 | 02-02-2018            | 09-02-2018            | 23              | 1            |               |
| Live In The City Of Angels                                          | 04-10-2019            | 12-10-2019            | 56              | 1            |               |
| 40: The Best Of - 1979-2019                                         | 01-11-2019            | 09-11-2019            | 68              | 1            | Verzamelalbum |

| Album met hitnotering(en) in de Vlaamse Ultratop 200 albums | Datum van verschijnen | Datum van binnenkomst | Hoogste positie | Aantal weken | Opmerkingen   |
| ----------------------------------------------------------- | --------------------- | --------------------- | --------------- | ------------ | ------------- |
| Sparkle In The Rain                                         | 1983                  | 28-03-2015            | 89              | 1            |               |
| Once Upon A Time                                            | 1985                  | 26-12-2017            | 199             | 1            |               |
| Street Fighting Years                                       | 1989                  | 13-03-2020            | 77              | 1            |               |
| Good news from the next world                               | 1995                  | 01-04-1995            | 21              | 7            |               |
| The promised (Night of the Proms)                           | 1997                  | 11-10-1997            | 12              | 25           | Verzamelalbum |
| Néapolis                                                    | 1998                  | 21-03-1998            | 13              | 5            |               |
| The best of Simple Minds                                    | 2001                  | 24-11-2001            | 19              | 12           | Verzamelalbum |
| Cry                                                         | 2002                  | 13-04-2002            | 18              | 4            |               |
| Glittering prize 81/92                                      | 1992                  | 21-09-2002            | 35              | 6            | Verzamelabum  |
| Black & white 050505                                        | 2005                  | 17-09-2005            | 3               | 11           |               |
| Graffiti soul                                               | 2009                  | 30-05-2009            | 9               | 16           |               |
| 5x5 live                                                    | 2012                  | 01-12-2012            | 124             | 4            |               |
| Celebrate                                                   | 2013                  | 30-03-2013            | 29              | 16           | Verzamelalbum |
| Celebrate - The Greatest Hits+ Tour 2013                    | 2014                  | 08-03-2014            | 143             | 1            |               |
| Celebrate - Live At The SSE Hydro Glasgow                   | 2014                  | 16-08-2014            | 70              | 9            |               |
| Big Music                                                   | 2014                  | 08-11-2014            | 11              | 18           |               |
| New Gold Dream (81/82/83/84) - Remastered 2016              | 2016                  | 06-08-2016            | 40              | 9            |               |
| Acoustic                                                    | 2016                  | 19-11-2016            | 12              | 23           |               |
| Walk Between Worlds                                         | 2018                  | 09-02-2018            | 4               | 1*           |               |
| Live In The City Of Angels                                  | 2019                  | 12-10-2019            | 18              | 8            |               |
| 40: The Best Of - 1979-2019                                 | 2019                  | 09-11-2019            | 23              | 12           | Verzamelalbum |
| Direction of the Heart                                      | 2022                  | 28-10-2022            | 3               | 1*           |               |

### Singles
| Single met eventuele hitnotering(en) in de Nederlandse Top 40 | Datum van verschijnen | Datum van binnenkomst | Hoogste positie | Aantal weken | Opmerkingen                                                                                     |
| ------------------------------------------------------------- | --------------------- | --------------------- | --------------- | ------------ | ----------------------------------------------------------------------------------------------- |
| Promised You a Miracle                                        | 1982                  | 05-06-1982            | 24              | 4            | Nr. 25 in de Nationale Hitparade / Nr. 26. in de TROS Top 50 / Veronica Alarmschijf Hilversum 3 |
| Glittering Prize                                              | 1982                  | 02-10-1982            | tip18           | -            |                                                                                                 |
| Waterfront                                                    | 1983                  | 26-11-1983            | tip2            | -            | Nr. 39 in de TROS Top 50                                                                        |
| Don't You (Forget About Me)                                   | 1985                  | 20-04-1985            | 1(3wk)          | 15           | Nr. 2 in de Nationale Hitparade / Nr. 1 in de TROS Top 50                                       |
| Alive and Kicking                                             | 1985                  | 12-10-1985            | 2               | 13           | Nr. 2 in de Nationale Hitparade / Nr. 3 in de TROS Top 50                                       |
| Sanctify Yourself                                             | 1986                  | 01-02-1986            | 11              | 9            | Nr. 3 in de Nationale Hitparade / Veronica Alarmschijf Radio 3                                  |
| All the Things She Said                                       | 1986                  | 26-04-1986            | 16              | 6            | Nr. 6 in de Nationale Hitparade / TROS Paradeplaat Radio 3                                      |
| Ghostdancing                                                  | 1986                  | 22-11-1986            | 20              | 6            | Nr. 18 in de Nationale Hitparade / Veronica Alarmschijf Radio 3                                 |
| Promised You a Miracle (Live)                                 | 1987                  | -                     |                 |              | Nr. 55 in de Nationale Hitparade Top 100                                                        |
| Belfast Child                                                 | 1989                  | 18-02-1989            | 1(2wk)          | 11           | Nr. 1 in de Nationale Hitparade Top 100 / Veronica Alarmschijf Radio 3                          |
| This Is Your Land                                             | 1989                  | 22-04-1989            | 6               | 8            | Nr. 7 in de Nationale Hitparade Top 100                                                         |
| Kick It In                                                    | 1989                  | 12-08-1989            | 29              | 4            | Nr. 34 in de Nationale Hitparade Top 100                                                        |
| Let There Be Love                                             | 1991                  | 23-03-1991            | 4               | 10           | Nr. 7 in de Nationale Top 100                                                                   |
| See the Lights                                                | 1991                  | 01-06-1991            | tip4            | -            | Nr. 42 in de Nationale Top 100                                                                  |
| Stand By Love                                                 | 1991                  | 28-09-1991            | 23              | 4            | Nr. 25 in de Nationale Top 100                                                                  |
| Love Song                                                     | 1992                  | 31-10-1992            | tip9            | -            | Nr. 50 in de Nationale Top 100                                                                  |
| She's a River                                                 | 1995                  | 28-01-1995            | 13              | 4            | Nr. 18 in de Mega Top 50 / Alarmschijf / Megahit                                                |
| Glitterball                                                   | 1998                  | 14-03-1998            | tip7            | -            | Nr. 72 in de Mega Top 100                                                                       |
| Cry                                                           | 2002                  | -                     |                 |              | Nr. 65 in de Mega Top 100                                                                       |
| Home                                                          | 2005                  | -                     |                 |              | Nr. 77 in de B2B Single Top 100                                                                 |

| Single met hitnotering(en) in de Vlaamse Ultratop 50 | Datum van verschijnen | Datum van binnenkomst | Hoogste positie | Aantal weken | Opmerkingen                            |
| ---------------------------------------------------- | --------------------- | --------------------- | --------------- | ------------ | -------------------------------------- |
| Promised You a Miracle                               | 1982                  | 26-06-1982            | 31              | 3            |                                        |
| Don't You (Forget About Me)                          | 1985                  | 20-04-1985            | 2               | 17           | Nr. 2 in de Radio 2 Top 30             |
| Alive and Kicking                                    | 1985                  | 19-10-1985            | 2               | 15           | Nr. 1 in de Radio 2 Top 30             |
| Sanctify Yourself                                    | 1986                  | 08-02-1986            | 6               | 9            | Nr. 5 in de Radio 2 Top 30             |
| All the Things She Said                              | 1986                  | 26-04-1986            | 20              | 6            |                                        |
| Ghostdancing                                         | 1986                  | 22-11-1986            | 11              | 5            | Nr. 9 in de Radio 2 Top 30             |
| Belfast Child                                        | 1989                  | 25-02-1989            | 2               | 12           | Nr. 2 in de Radio 2 Top 30             |
| This Is Your Land                                    | 1989                  | 29-04-1989            | 7               | 8            | Nr. 4 in de Radio 2 Top 30             |
| Kick It In                                           | 1989                  | 19-08-1989            | 43              | 2            | Nr. 30 in de Radio 2 Top 30            |
| The Amsterdam EP                                     | 1989                  | 30-12-1989            | 37              | 5            | Nr. 26 in de Radio 2 Top 30            |
| Let There Be Love                                    | 1991                  | 06-04-1991            | 4               | 10           | Nr. 2 in de Radio 2 Top 30             |
| See the Lights                                       | 1991                  | 08-06-1991            | 36              | 3            | Nr. 28 in de Radio 2 Top 30            |
| Stand By Love                                        | 1991                  | 12-10-1991            | 38              | 1            | Nr. 26 in de Radio 2 Top 30            |
| She's a River                                        | 1995                  | 04-01-1995            | 7               | 8            | Nr. 5 in de Radio 2 Top 30             |
| Glitterball                                          | 1998                  | 14-03-1998            | 47              | 2            |                                        |
| Cry                                                  | 2002                  | 30-03-2002            | tip3            | -            |                                        |
| Home                                                 | 2005                  | 24-09-2005            | tip8            | -            |                                        |
| Honest Town                                          | 2014                  | 15-11-2014            | tip52           | -            |                                        |
| Midnight Walking                                     | 2014                  | 29-11-2014            | tip76           | -            |                                        |
| Promised You a Miracle                               | 2016                  | 22-10-2016            | tip45           | -            | Akoestische versie / feat. KT Tunstall |
| Magic                                                | 2018                  | 20-01-2018            | tip26           | -            |                                        |

### NPO Radio 2 Top 2000
| Nummers met noteringen in de NPO Radio 2 Top 2000 | '00  | '01  | '02 | '03 | '04  | '05  | '06  | '07  | '08  | '09  | '10  | '11  | '12  | '13  | '14  | '15  | '16  | '17  | '18  | '19  | '20  | '21  | '22  | '23 | '24  |
| ------------------------------------------------- | ---- | ---- | --- | --- | ---- | ---- | ---- | ---- | ---- | ---- | ---- | ---- | ---- | ---- | ---- | ---- | ---- | ---- | ---- | ---- | ---- | ---- | ---- | --- | ---- |
| Alive and Kicking                                 | 563  | 454  | 336 | 300 | 506  | 577  | 593  | 917  | 567  | 699  | 639  | 668  | 367  | 454  | 514  | 560  | 649  | 641  | 589  | 500  | 463  | 444  | 462  | 464 | 421  |
| Belfast Child                                     | 116  | 69   | 62  | 79  | 89   | 118  | 116  | 159  | 114  | 116  | 119  | 125  | 110  | 102  | 103  | 113  | 98   | 99   | 125  | 114  | 112  | 104  | 105  | 108 | 96   |
| Don't You (Forget About Me)                       | 169  | 140  | 129 | 149 | 192  | 256  | 244  | 356  | 219  | 247  | 274  | 310  | 281  | 222  | 194  | 217  | 214  | 176  | 212  | 200  | 149  | 173  | 187  | 184 | 183  |
| New Gold Dream (81-82-83-84)                      | -    | -    | -   | -   | -    | -    | -    | -    | -    | -    | -    | -    | -    | -    | -    | -    | -    | -    | 1208 | 1020 | 953  | 919  | 877  | 794 | 664  |
| Promised You a Miracle                            | 1521 | 1099 | 885 | 866 | 1141 | 1343 | 1402 | 1692 | 1307 | 1672 | 1793 | 1811 | 1569 | 1458 | 1443 | 1701 | -    | -    | -    | -    | -    | -    | -    | -   | -    |
| Someone Somewhere in Summertime                   | -    | -    | -   | -   | -    | -    | -    | -    | -    | -    | -    | -    | -    | -    | -    | -    | 1115 | 1085 | 1379 | 1256 | 1132 | 1088 | 1082 | 991 | 1247 |
| Waterfront                                        | 797  | -    | -   | -   | -    | -    | -    | -    | -    | 884  | -    | 1063 | 799  | 705  | 647  | 494  | 704  | 680  | 794  | 798  | 767  | 679  | 638  | 628 | 759  |

1. ↑  Een '-' betekent dat het nummer niet was genoteerd en een vetgedrukt getal geeft de hoogste notering van een nummer aan.
2. ↑  2000 was het eerste jaar met een notering voor Simple Minds.

### Dvd's
| Dvd's met hitnoteringen in de DVD Top 30  | Datum van verschijnen' | Datum van binnenkomst | Hoogste positie | Aantal weken | Opmerkingen |
| ----------------------------------------- | ---------------------- | --------------------- | --------------- | ------------ | ----------- |
| Seen the lights - A visual history        | 2003                   | 15-11-2003            | 7               | 25           |             |
| Celebrate - Live at the SSE Hydro Glasgow | 2014                   | 02-08-2014            | 15              | 1            |             |
| Acoustic In Concert                       | 16-06-2017             | 24-06-2017            | 1(1wk)          | 29           |             |

| Dvd's met hitnoteringen in de Vlaamse Ultratop muziek-dvd top 10/20 | Datum van verschijnen | Datum van binnenkomst | Hoogste positie | Aantal weken | Opmerkingen |
| ------------------------------------------------------------------- | --------------------- | --------------------- | --------------- | ------------ | ----------- |
| See the lights - A visual history                                   | 2004                  | 20-03-2004            | 5               | 8            |             |
| Celebrate - Live at the SSE Hydro Glasgow                           | 2014                  | 23-08-2014            | 5               | 1            |             |

## Trivia
- McGees broer Owen Paul had in 1986 een hitje met een cover van het nummer My Favourite Waste of Time. Veel later (2011) ging hij op tournee met XSM, om als leadzanger te fungeren. XSM staat voor Ex Simple Minds. De enige oud-Simple Minds-bandleden zijn drummer Brian McGee en bassist Derek Forbes.
- Het nummer "Someone Somewhere in Summertime" is als sample gebruikt voor het nummer "The World Is Mine" van David Guetta.
- Het nummer "New Gold Dream" is als sample gebruikt voor het nummer "Open Your Mind" van U.S.U.R.A
- Het nummer "Theme for Great Cities" vormt de basis van het nummer "The Real Life" van Raven Maize.